# One Heart
『One Heart』（ワン・ハート）は、新しい学校のリーダーズのデジタル配信曲。2025年3月13日にリリースされた。

## 概要
前作「Change」より約8か月後のリリース。
今作は、「大人も子供も老若男女1人1人の青春を、そして新生活を迎えるすべての人を応援したい」というメッセージを込めた応援ソングで、ブルボン「フェットチーネグミ」新CMへの書き下ろしソングとなっている。 
ミュージック・ビデオでは、抽選に当選した約300名のファンクラブメンバーが参加し、クライマックスのダンスパートが撮影された。